# Грос-Зерхен
Грос-Зе́рхен (нем. Groß Särchen), или Ву́льке-Жджа́ры (в.-луж. Wulke Zdźaryо файле), — деревня в Верхней Лужице, Германия. Входит в состав коммуны Лоза района Баутцен в земле Саксония. Подчиняется административному округу Дрезден.

## География
Находится в западной части коммуны Лоза на южном берегу Горникечанского озера в южной части района Лужицких озёр на территории западной части биосферного заповедника «Пустоши и озёра Верхней Лужицы».
На северо-западе граничит с городом Виттихенау. Через деревню проходит автомобильная дорога B96.
Соседние населённые пункты: на востоке — деревня Коблицы, на юге — деревня Строжа коммуны Кёнигсварта, на юго-западе — деревня Рахлов (входит в городские границы Виттихенау), на западе — деревня Гозк (входит в городские границы Виттихенау) и на северо-западе — деревня Брежки (входит в городские границы Виттихенау).

## История
Впервые упоминается в 1374 году под наименованием von der Zore.
С 2005 года входит в современную коммуну Лоза.
В настоящее время деревня входит в состав культурно-территориальной автономии «Лужицкая поселенческая область», на территории которой действуют законодательные акты земель Саксонии и Бранденбурга, содействующие сохранению лужицких языков и культуры лужичан.
Исторические немецкие наименования.
- von der Zore, 1374
- Sar, 1385
- Soerpulken, 1419
- Serichen, 1474
- Särchen, 1791
- Groß-Särchen, 1831

## Население
Официальным языком в населённом пункте, помимо немецкого, является также верхнелужицкий язык.
Согласно статистическому сочинению «Dodawki k statisticy a etnografiji łužickich Serbow» Арношта Муки в 1884 году в деревне проживало 519 человек (из них — 510 серболужичан (98 %)).
Лужицкий демограф Арношт Черник в своём сочинении «Die Entwicklung der sorbischen Bevölkerung» указывает, что в 1956 году при общей численности в 1247 человек серболужицкое население деревни составляло 33,9 % (из них верхнелужицким языком владело 326 взрослых и 97 несовершеннолетних).
| 1825 | 1871 | 1885 | 1905 | 1925 | 1939 | 1946 | 1950 | 1964 | 1990 |
| ---- | ---- | ---- | ---- | ---- | ---- | ---- | ---- | ---- | ---- |
| 396  | 572  | 509  | 519  | 1088 | 963  | 1125 | 1201 | 1220 | 1138 |

## Известные жители и уроженцы
- Юрий Муха (1860—1934) — народный писатель и фольклорист.